# Grivel
Grivel Srl je společnost, která vyrábí vybavení pro alpinismus, horolezectví a outdoorové aktivity. Exportuje do 26 zemí. Všechny výrobky, tedy cepíny, mačky, skoby, helmy a jiné, jsou vyráběny v Itálii. Společnost je certifikována GS TUF od roku 1992, ISO 9001 od roku 1996 a ISO 1400 od roku 2004.

## Historie
- Společnost byla založena v roce 1818 v Courmayeur, a jde tak o nejstaršího existujícího výrobce vybavení určeného pro horolezectví. Grivel je příjmení původních zakladatelů, kteří si společnost po celé generace předávali
- Společnost byla prodána v roce 1982 skupině nadšenců v čele s Giochini Gobbim.
- V současné době má společnost kanceláře v Courmayeur a Verrayes v Aosta Valley, ve Vivaru ve Furlansku a v Chamonix ve Francii.[2]